# Julian Bucmaňuk
Julian Bucmaňuk (ukrajinsky Юліан Буцманюк, anglicky Yulian Butsmaniuk, 3. července 1885 Smorživ – 30. prosince 1967, Edmonton) byl ukrajinský malíř a fotograf, který na závěr života působil v emigraci v Kanadě. Byl žákem Modesta Danylovyče Sosenka.

## Životopis
Narodil se ve vesnici Smorživ poblíž Lvova do rodiny vesnické učitele. Ten zemřel, když byl Julianovi rok, a matka s Julianem se pak přestěhovala do Lvova. Tam navštěvoval odbornou školu při Lvovském městském průmyslovém muzeu. Matka mu ale brzy zemřela a musel si sám vydělávat na živobytí. Jeho učitel Tadeuš Rybkovskyj mu umožnil získat významné malířské zakázky.
V roce 1906 se seznámil s Modestem Sosenkou a začal s ním pracovat na freskách kostela v obci Koňuchy u Berežan. Pak spolu pracovali i jindy, například ve Slavském a v Rykivě. Sosenko byl s Bucmaňukovým talentem spokojen a později mu pomohl k přijetí na Akademii výtvarných umění v Krakově. V tom mladého umělce podpořil také lvovský metropolita Andrej Šeptyckyj, pod jehož dohledem práce v chrámech probíhaly. V Krakově studoval Bucmaňuk v letech 1908–1914 a podílel se zde v roce 1912 na obnově malby a vitráží kostela Nanebevzetí Panny Marie.
Na začátku první světové války se přihlásil k Ukrajinským sičovým střelcům. Kde se věnoval fotografii, vytváření symbolů a insignií. Rovněž bojoval v rámci Ukrajinské haličské armády a byl několikrát zraněn.
V letech 1920–1923 pobýval v internačních táborech v Československu. Oženil se s Irynou Čajkovskou a v roce 1922 se jim narodil syn Bogdan. V letech 1923–1927 studoval na Akademii výtvarných umění v Praze. Od roku 1927 vyučoval malování ve Lvově v rámci Ridne Školy. Pak emigroval do Krakova, kde v letech 1941–1944 pracoval jako redaktor Ukrajinského vydavatelství. Pak se přestěhoval nejprve do Vídně, do Mnichova a v roce 1950 na pozvání biskupa Neila Savaryna do Kanady. Maloval stěny chrámu svatého Josafata v Edmontonu.

## Galerie

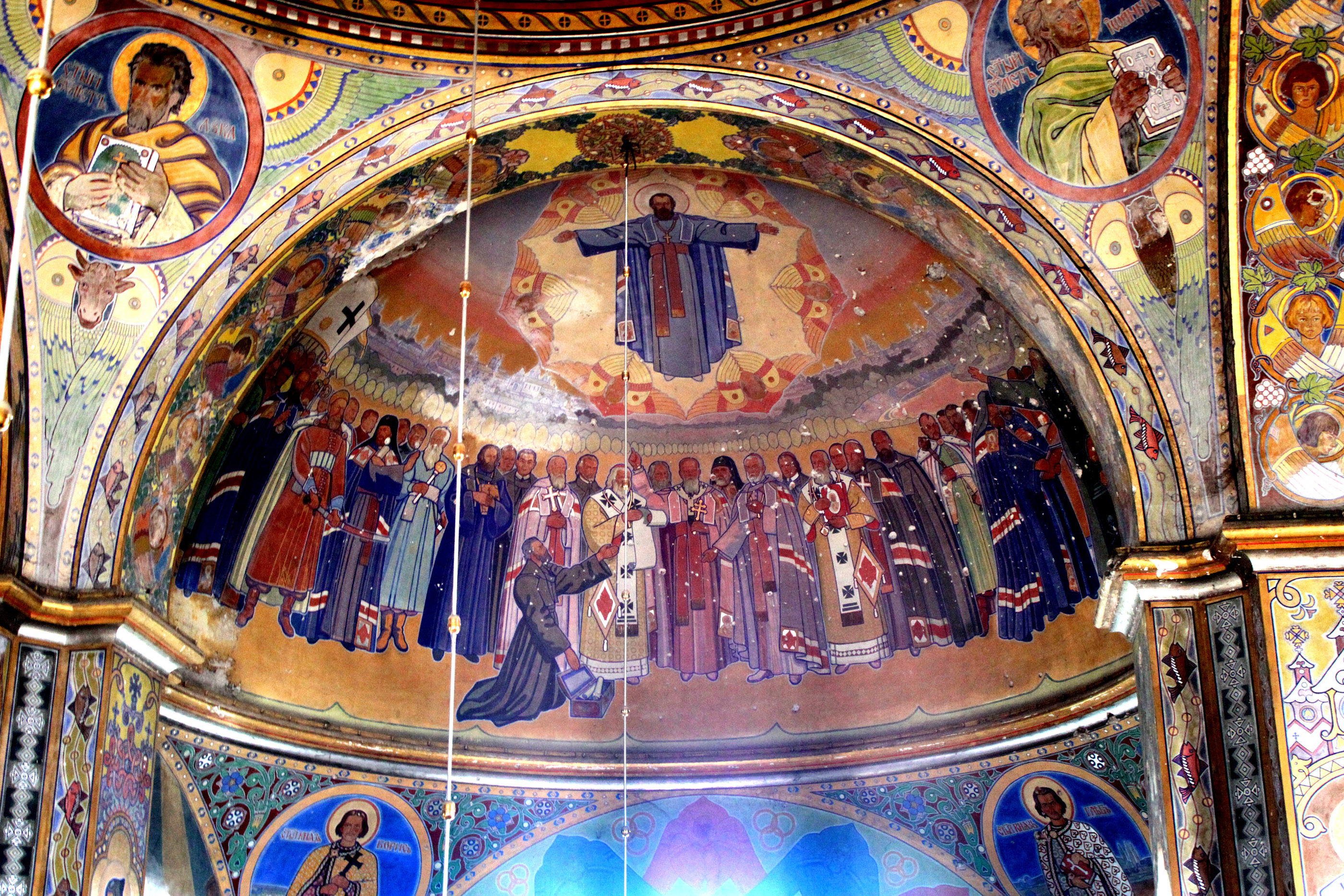
Brestská unie, Hrdinové kozácké éry
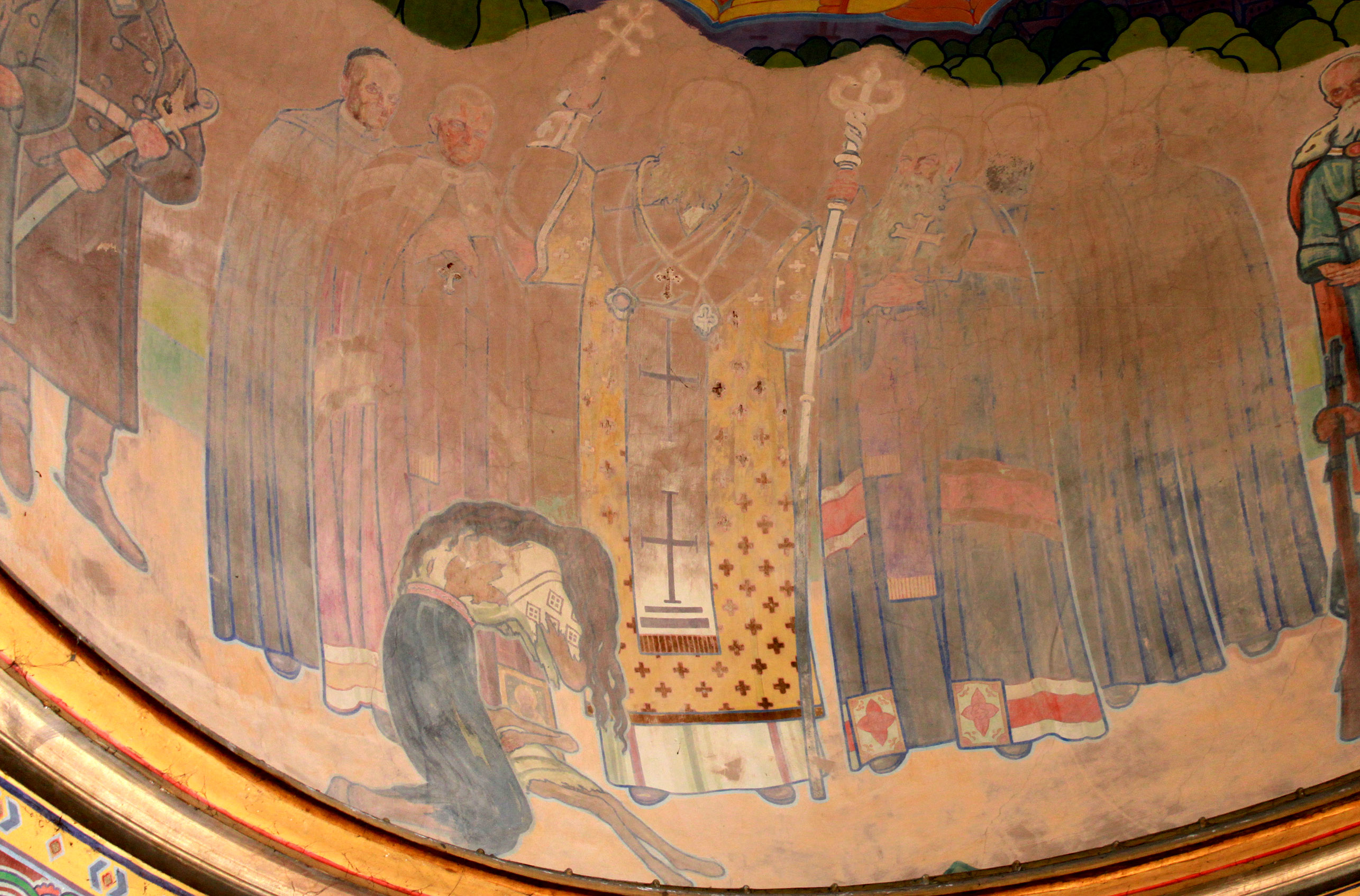
Pokrova, metropolita A. Šeptyckyj, Hladomor
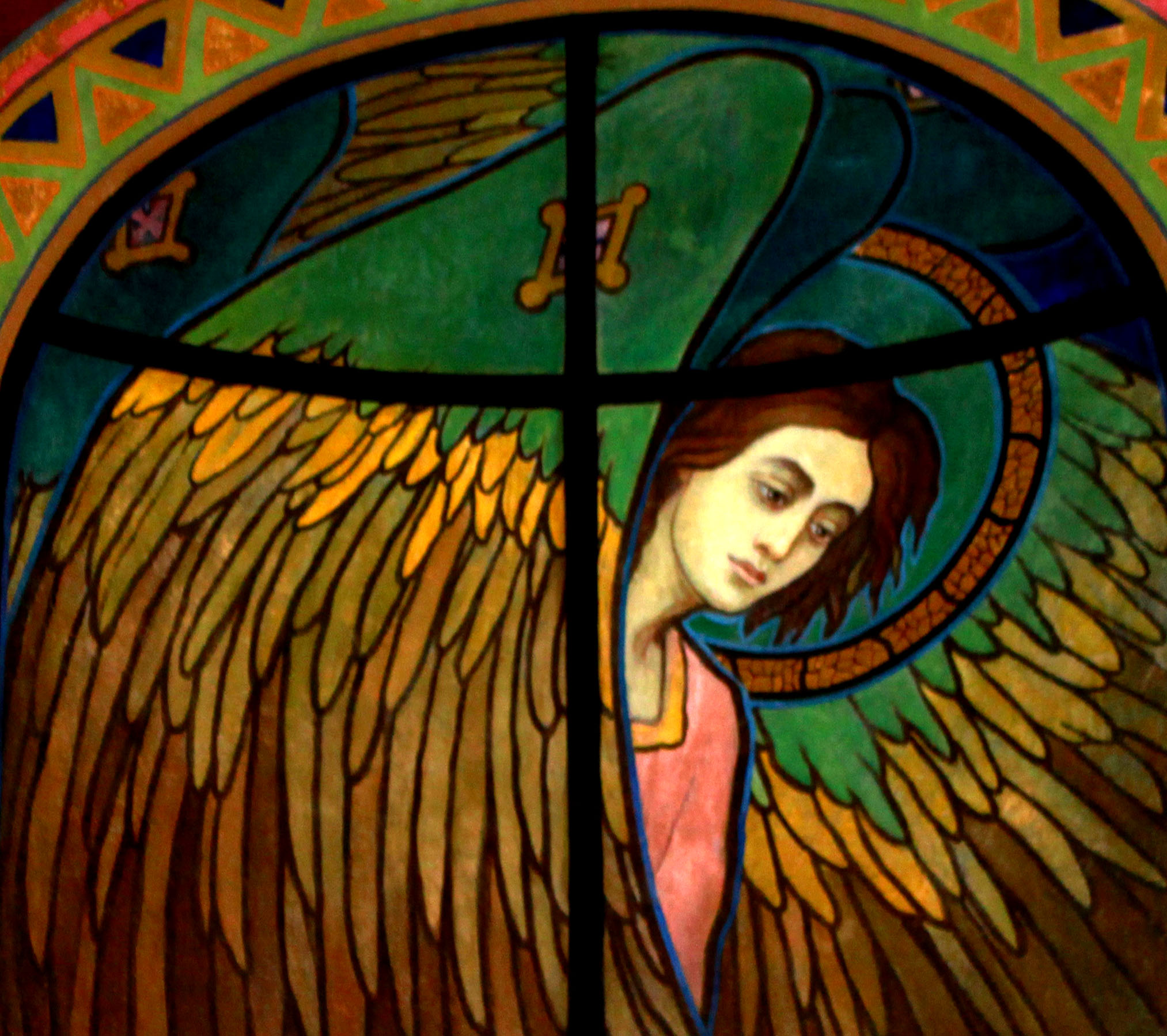
Nástěnná malba v kapli Žovkij
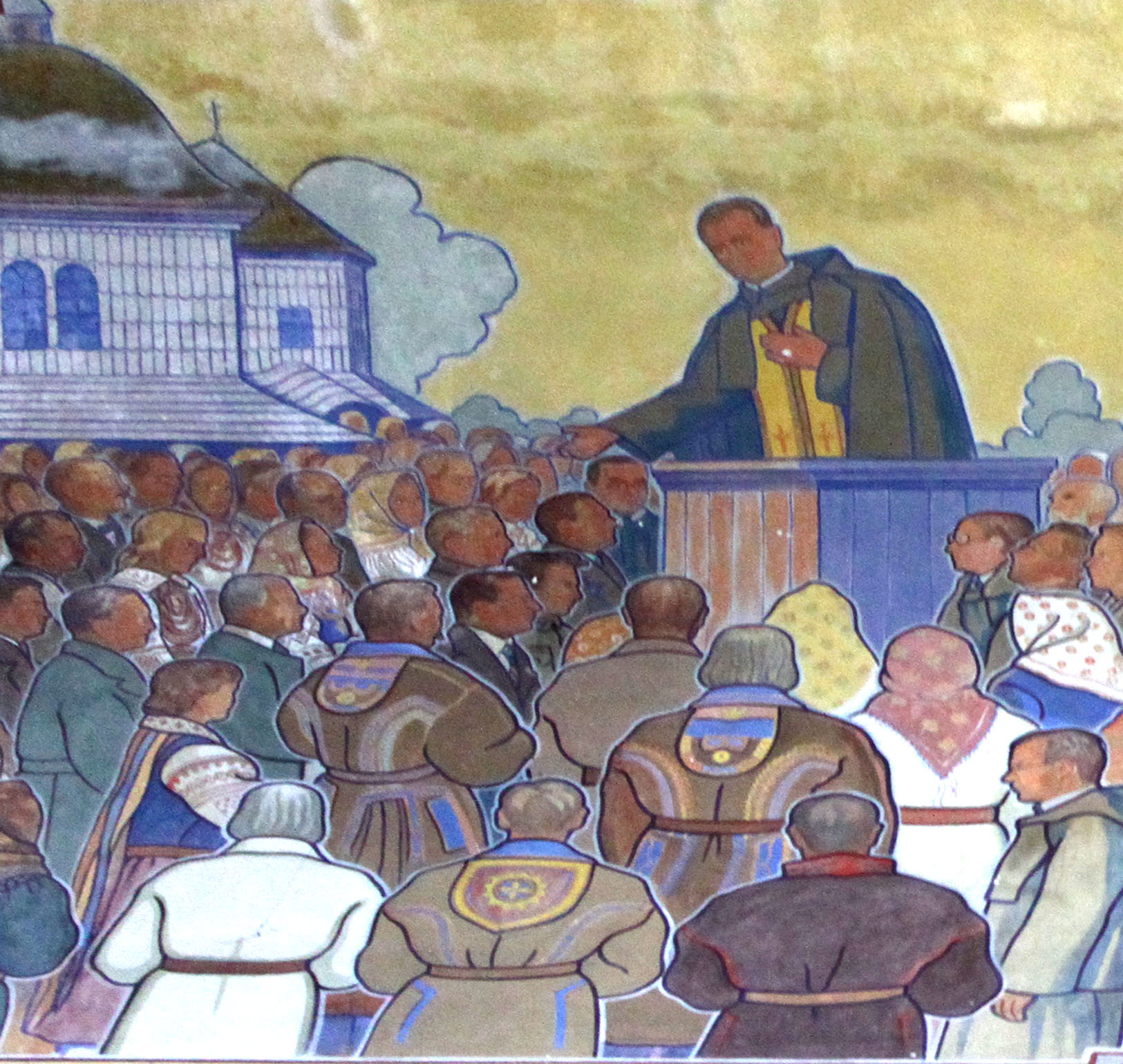
Nástěnná malba v kostele Srdce Kristova